# Línia Calais-Dunkerque-Calais del TER
Aquestes són les estacions de la línia Calais-Dunkerque-Calais del TER, una xarxa ferroviària de França gestionada per la companyia SNCF.

## Estacions
| Estació             | Municipi            | Departament   | Coordenades |
| ------------------- | ------------------- | ------------- | ----------- |
| Calais Ville        | Calais              | Pas de Calais |             |
| Les Fontinettes     | Calais              | Pas de Calais |             |
| Beau-Marais         | Calais              | Pas de Calais |             |
| Gravelines          | Gravelines          | Nord          |             |
| Bourbourg           | Bourbourg           | Nord          |             |
| Courghain           | Grande-Synthe       | Nord          |             |
| Grande-Synthe       | Grande-Synthe       | Nord          |             |
| Coudekerque-Branche | Coudekerque-Branche | Nord          |             |
| Dunkerque           | Dunkerque           | Nord          |             |